# Carl-Gunne Fälthammar
Carl-Gunne Sigvard Fälthammar, född 4 december 1931 i Markaryd, död den 22 september 2022 på Lidingö, var en svensk fysiker och professor i plasmafysik vid Kungliga Tekniska högskolan (KTH).
Fälthammar blev civilingenjör vid KTH 1956 och teknologie licentiat 1960. Han disputerade för doktorsgrad 1966 och antogs samma år som docent. Han utsågs till universitetslektor i plasmafysik vid KTH 1969, och 1975 efterträdde han Hannes Alfvén som professor i plasmafysik. Fälthammar ledde enheten för plasmafysik vid det senare Alfvénlaboratoriet från juli 1967 till juni 1997, då han gick i pension.
Fälthammars forskningsområde har gällt grundläggande aspekter av plasmors elektrodynamik, med tillämpningar inom rymd- och astrofysik.
År 1975 invaldes han som ledamot av Kungliga Vetenskapsakademien. Fälthammar utsågs 1989 till hedersdoktor vid Uleåborgs universitet.